# Tréfols

Tréfols este o comună în departamentul Marne, Franța. În 2009 avea o populație de 134 de locuitori.